# Ginástica na Gimnasíada de 2024
As competições de ginástica da Gimnasíada de 2024 foram realizadas de 23 a 31 de outubro de 2024 em Manama, Bahrein.

## Medalhistas

### Ginástica artística
| Evento              | Ouro                                                                                                   | Prata                                                                                 | Bronze                                                                              |
| ------------------- | --- | ------------------------------------------------------------------------------------- | ----------------------------------------------------------------------------------- |
| Masculino           | |                                                                                       |                                                                                     |
| Equipes             | França · Elias Brèche · Valentin le Pivert · Karim Mangala-Bima · Naël Sakouhi · Leeroy Traoré Malatre | Hungria · Bence Hamza-Vargity · Dominik Kis · Nándor Sas · Zala Samu Zambori ·        | Turquia · Kartın Metehan · Oğuz Kağan Kaya · Deniz Şen · Çağrı Yılmaz ·             |
| Individual geral    | Naël Sakouhi                                                                                           | Zala Samu Zambori                                                                     | Leeroy Traoré Malatre                                                               |
| Solo                | Naël Sakouhi                                                                                           | Zala Samu Zambori Liu Yen-fu                                                          | Não premiado                                                                        |
| Cavalo com alças    | Nándor Sas                                                                                             | Karim Mangala Bima                                                                    | Petros Gogos                                                                        |
| Argolas             | Zala Samu Zambori                                                                                      | Stylianos Vasiliades                                                                  | Naël Sakouhi Robert Gyulumyan                                                       |
| Salto               | Valentyn Havrylchenko                                                                                  | Dominik Kis Kartın Metehan                                                            | Não premiado                                                                        |
| Barras paralelas    | Naël Sakouhi                                                                                           | Leeroy Traoré Malatre                                                                 | Kartın Metehan Emmanouil Stoupakis                                                  |
| Barra fixa          | Naël Sakouhi                                                                                           | Leeroy Traoré Malatre                                                                 | Dominik Kis                                                                         |
| Feminino            | |                                                                                       |                                                                                     |
| Equipes             | França · Noélie Ayuso · Juliette Certain · Romane Hamelin · Inaya Lamri · Astria Nélo                  | Brasil · Nicole Campos · Julia Coutinho · Maria Eduarda Montesino · Sophia Weisberg · | Ucrânia · Daria Chorna · Kristina Hrudetska · Maryna Klishchevska · Anastasia Lev · |
| Individual geral    | Alexia Blanaru                                                                                         | Maria Eduarda Montesino                                                               | Inaya Lamri Anastasia Lev                                                           |
| Salto               | Nicole Campos                                                                                          | Alexia Blanaru                                                                        | İrem Karabalık                                                                      |
| Barras assimétricas | Romane Hamelin                                                                                         | Sophia Weisberg                                                                       | Maria Eduarda Montesino                                                             |
| Trave               | Noélie Ayuso                                                                                           | Inaya Lamri                                                                           | Sophie St. John                                                                     |
| Solo                | Juliette Certain                                                                                       | Alexia Blanaru                                                                        | Noélie Ayuso                                                                        |

### Ginástica rítmica
| Evento           | Ouro | Prata | Bronze |
| ---------------- | --- | --- | --- |
| Individual geral | Wang Qi | Shams Aghahuseynova | Sofiya Mammadova |
| Arco             | Sofiya Mammadova | Elena Vukmir | Shams Aghahuseynova |
| Bola             | Wang Qi | Sofiya Mammadova | Elena Vukmir |
| Maças            | Wang Qi | Boglarka Barkóczi | Taisiia Redka |
| Fita             | Wang Qi | Shams Aghahuseynova | Sarah Mourão |
| Grupo geral      | Brasil · Andriely Cichovicz · Júlia Colere · Alice Neves · Clara Pereira · Sophia Xavier · Maria Fernanda Medeiros      | Ucrânia · Khrystyna Shkolnykova · Oleksandra Nikol Samoukina · Svitlana Apatkina · Anna Shcherbukha · Kateryna Shershen | Hungria · Szulamit Greta Bunda · Reka Barbara Titonelli · Georgina Koszegi-Kohary · Boglarka Barkóczi · Fruzsina Orsolya Grek |
| 5 arcos          | Brasil · Andriely Cichovicz · Júlia Colere · Alice Neves · Clara Pereira · Sophia Xavier                                | Ucrânia · Khrystyna Shkolnykova · Oleksandra Nikol Samoukina · Svitlana Apatkina · Anna Shcherbukha · Kateryna Shershen | Hungria · Szulamit Greta Bunda · Reka Barbara Titonelli · Georgina Koszegi-Kohary · Boglarka Barkóczi · Fruzsina Orsolya Grek |
| 10 maças         | Ucrânia · Khrystyna Shkolnykova · Oleksandra Nikol Samoukina · Svitlana Apatkina · Anna Shcherbukha · Kateryna Shershen | Brasil · Andriely Cichovicz · Júlia Colere · Alice Neves · Clara Pereira · Maria Fernanda Medeiros                      | Hungria · Szulamit Greta Bunda · Reka Barbara Titonelli · Georgina Koszegi-Kohary · Boglarka Barkóczi · Fruzsina Orsolya Grek |

## Quadro de medalhas
| Pos.                | País                | Ouro | Prata | Bronze | Total |
| ------------------- | ------------------- | ---- | ----- | ------ | ----- |
| 1                   | França              | 9    | 4     | 4      | 17    |
| 2                   | China               | 4    | 0     | 0      | 4     |
| 3                   | Brasil              | 3    | 4     | 1      | 8     |
| 4                   | Hungria             | 2    | 6     | 5      | 13    |
| 5                   | Ucrânia             | 2    | 2     | 3      | 7     |
| 6                   | Azerbaijão          | 1    | 2     | 2      | 5     |
| 7                   | Roménia             | 1    | 2     | 0      | 3     |
| 8                   | Turquia             | 0    | 1     | 3      | 4     |
| 9                   | Chipre              | 0    | 1     | 1      | 2     |
| 10                  | Taipé Chinesa       | 0    | 1     | 0      | 1     |
| 11                  | Arménia             | 0    | 0     | 1      | 1     |
| 11                  | Grécia              | 0    | 0     | 1      | 1     |
| 11                  | Malta               | 0    | 0     | 1      | 1     |
| Total (13 entradas) | Total (13 entradas) | 22   | 23    | 22     | 67    |